# Canal Misionero
Der Canal Misionero (spanisch für Missionarskanal) ist eine Meerenge im Palmer-Archipel vor der Westküste der Antarktischen Halbinsel. In der Gruppe der Melchior-Inseln trennt sie die Kappainsel im Norden von der Gammainsel im Süden. Der Kanal verbindet den Melchior Harbour an der Meerenge The Sound zwischen den Westlichen und den Östlichen Melchior-Inseln mit der Dallmann-Bucht.
Chilenische Wissenschaftler benannten ihn 1955 nach den in Südamerika tätigen Missionaren.